# Văleni (gmina Zătreni)
Văleni – wieś w Rumunii, w okręgu Vâlcea, w gminie Zătreni. W 2011 roku liczyła 139 mieszkańców.